# Schanze Großfürst Alexander

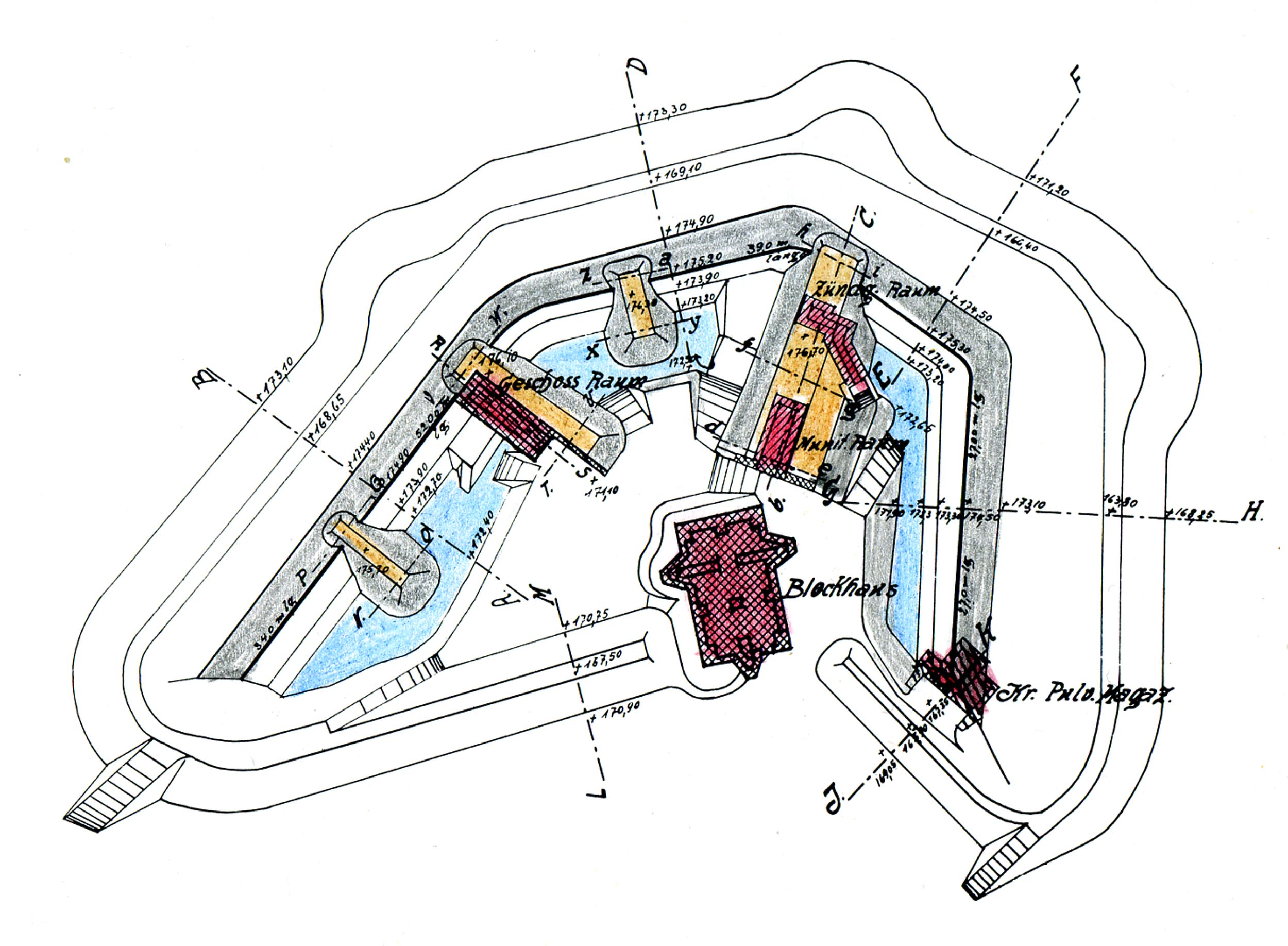
Schanze Großfürst Alexander

Die Schanze Großfürst Alexander, auch Schanze Thronfolger genannt, war Teil der preußischen Festung Koblenz und gehörte zum System Feste Kaiser Alexander.
Von der 1831 erbauten und 1922 geschleiften Schanze im heutigen Koblenzer Stadtteil Karthause ist nichts erhalten geblieben.

## Geschichte
Die Schanze wurde 1831 im Südwesten der Feste Kaiser Alexander als Halbredoute erbaut.
Nach der Auflassung des Systems Kaiser Alexander 1903 blieb die Schanze zunächst unter militärischer Verwaltung und wurde als Übungsgelände für Pioniere genutzt. Das Werk musste nach dem Ersten Weltkrieg wie auch die anderen Koblenzer Festungswerke in Ausführung des Artikels 180 des Versailler Vertrags entfestigt werden. Im Zuge dieser Arbeiten wurden bis Juli 1922 alle Gebäude beseitigt, der Wall abgetragen und die Gräben verfüllt.
In den Jahren 1954/55 entstand auf den Resten im heutigen Schwalbenweg die erste Siedlung der Christlichen Siedlervereinigung Koblenz e. V. Größtenteils in Eigenleistung errichteten die Siedler ihre Einfamilienhäuser auf den Resten des Pulverturm „Beatus“, wobei ihnen die unterirdischen Hinterlassenschaften der Schanze sehr zu schaffen machten. Sichtbare Reste der Festungsanlage sind nicht mehr vorhanden.